# Hypolimnas transiens
Hypolimnas transiens är en fjärilsart som beskrevs av Abel Dufrane 1953. Hypolimnas transiens ingår i släktet Hypolimnas och familjen praktfjärilar. Inga underarter finns listade i Catalogue of Life.